# Ukrainische Rundschau

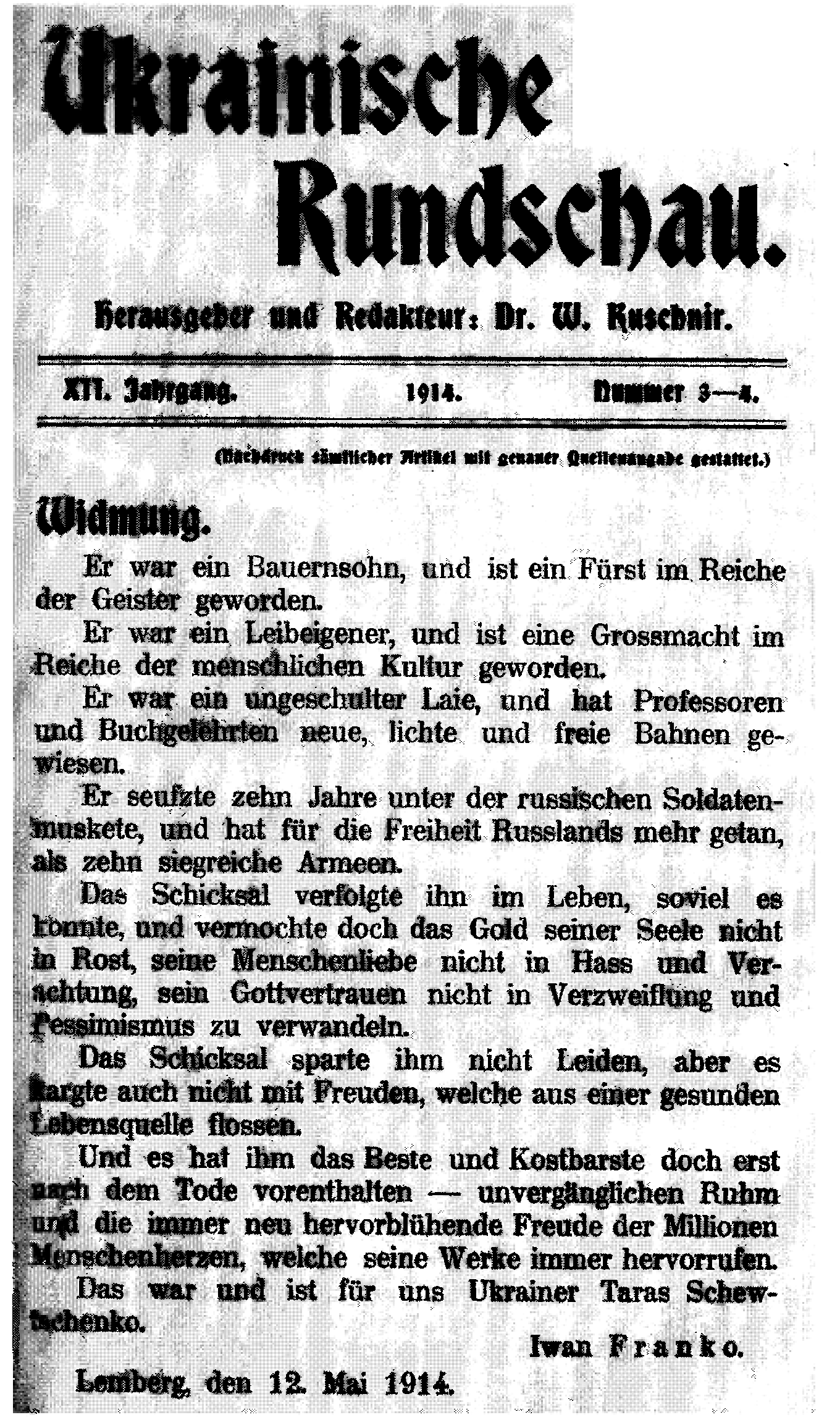
Сторінка часопису із «Присвятою» Івана Франка (1914)

«Ukrainische Rundschau» — український місячник німецькою мовою для інформації іноземців про політичні та культурні справи України, виходив у Відні 1903–1915 (до 1905 під назвою «Ruthenische Revue»).

## Історія видання
Видавцем часопису був Вікентій Яворський, головним редактором Володимир Кушнір, редактором — Осип Турянський.
Журнал був призначений для чужинецьких редакційних, дипломатичних і письменницьких кіл, а також численних передплатників, головним чином із Німеччини. Обсяг як правило становив 35-47 сторінок, в першій половині 1908 доходив до 56-64 сторінок. Ціна за номер була 70 гелерів.
З березня 1908 на обкладинці стала постійно друкуватися етнографічна карта України.
Редакція знаходилася у Відні спершу на Фрауенфельдерштрассе 2 (до закінчення 1908), після чого переїхала на Гокегассе 24. У 1913—1914 розташовувалася на Хенегассе 27, потім на Ґерстхоферштрассе 68.